# Orțevo
Orțevo (în bulgară Орцево) este un sat în partea de sud-vest a Bulgariei în  Regiunea Blagoevgrad. Aparține administrativ de comuna Belița. Are o populație de 205 locuitori.

## Demografie
Componența etnică a satului Orțevo
     Bulgari (66,85%)
     Turci (3,42%)
     Nicio identificare (29,71%)
     Altele (0%)
La recensământul din 2011, populația satului Orțevo era de 175 locuitori. Din punct de vedere etnic, majoritatea locuitorilor (66,85%) erau bulgari, cu o minoritate de turci (3,42%). Pentru 29,71% din locuitori nu este cunoscută apartenența etnică.